# Esmeraldas (Ekwador)
Esmeraldas – miasto w północno-zachodnim Ekwadorze, nad Oceanem Spokojnym, przy ujściu rzeki Esmeraldas, ośrodek administracyjny prowincji Esmeraldas. Według spisu ludności z 28 listopada 2010 roku miasto liczyło 154 035 mieszkańców.
W mieście znajduje się rafineria ropy naftowej oraz fabryka amoniaku. Funkcjonuje tu również port lotniczy General Rivadeneira.